# 可愛原學姐喜歡可愛的早乙女君！
《可愛原學姐喜歡可愛的早乙女君！》是創作的日本漫畫。開始連載於2024年11月27日發售的《月刊COMIC CUNE》2025年1月號。已經出版單行本第1冊。有聲漫畫於2025年推出。

## 登場人物
早乙女君（配音：田所梓）
高中1年級學生。一直以為自己唯一的優點就是學習，進入高中後的成績因為遠不及班級頂尖而陷入沮喪之中。不擅長運動。
可愛原學姐（配音：茅野愛衣）
高中2年級學生，擔任學生會長。喜歡可愛的東西，想讓早乙女君穿女裝。

## 出版書籍
| 冊數 | KADOKAWA      | KADOKAWA           |
| 冊數 | 發售日期      | ISBN               |
| ---- | ------------- | ------------------ |
| 1    | 2025年6月27日 | ISBN 9784046849212 |

## 外部連結
- 可愛原先輩はかわいい（早乙女くん）がすき！ （日語）